# هيتناو
هيتناو (بالألمانية: Hittnau) هي بلدية ضمن مقاطعة فافيكون في كانتون زيورخ بسويسرا. تبلغ مساحتها 12.92 كيلومتر مربع، ويقدر عدد سكانها بـ 3634 نسمة (حسب تعداد ديسمبر 2017).